# Controversia sobre el 11.º panchen lama

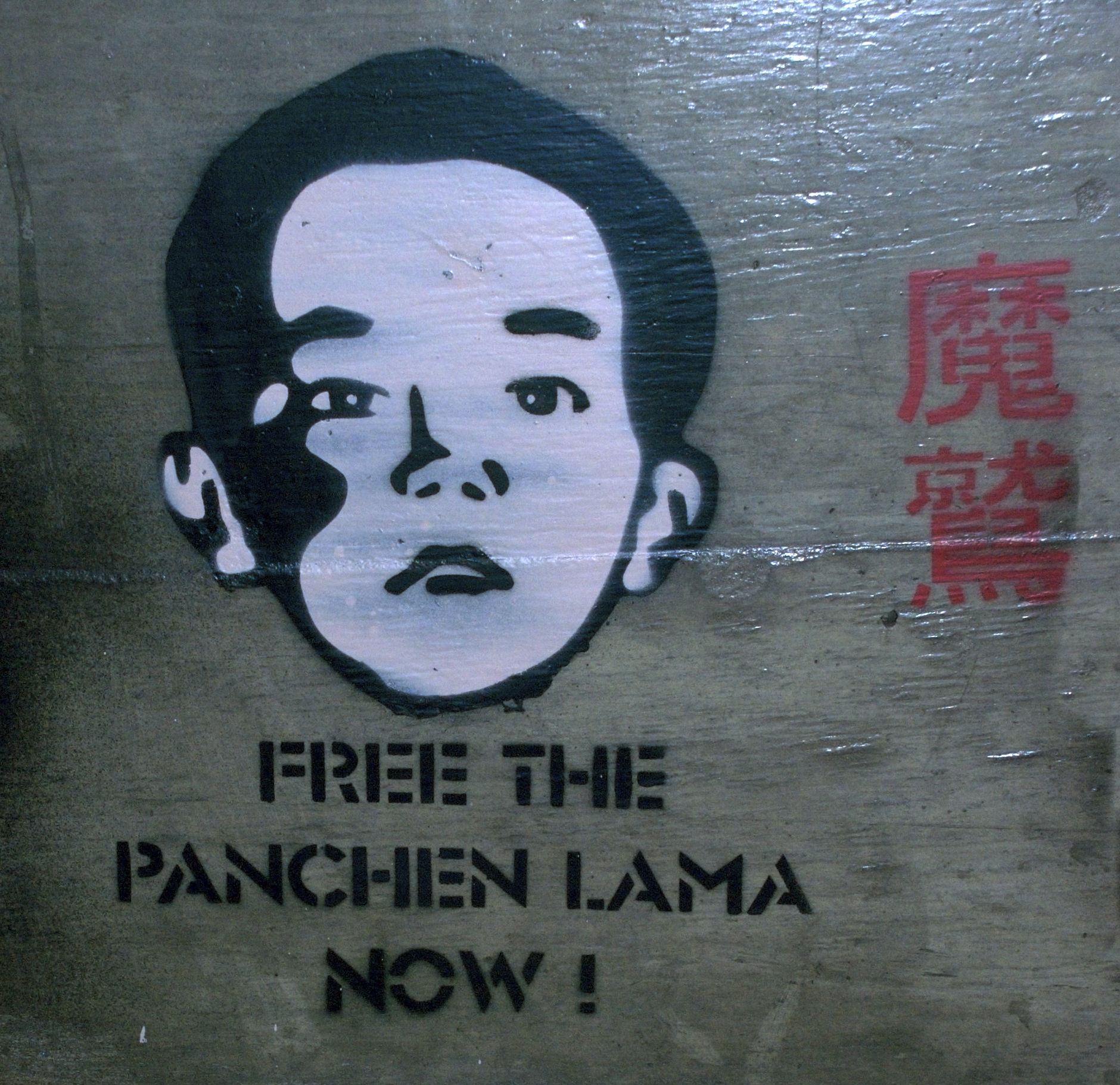
Mural que reivindica la liberación de Gendun Chökyi Nyima, el 11.º Panchen Lama tibetano secuestrado por China.

La controversia sobre el 11.° panchen lama se centra en la desaparición forzada, hace 28 años, de Gedhun Choekyi Nyima, y en su reconocimiento como undécimo Panchen Lama, y, por tanto, como segundo líder espiritual más importante del budismo tibetano  después del dalái lama. Tras la muerte  del 10.° panchen lama, el 14.° dalái lama reconoció a Gedhun Choekyi Nyima como su reencarnación en 1995. Tres días después, la República Popular China (RPC) lo secuestró a él y su familia, eligiendo a Gyaincain Norbu como nuevo panchen lama. 
También hubo controversia sobre el proceso mismo de selección del Panchen; mientras que el 14.º Dalai Lama organizó su propio comité, liderado por Chadrel Rinpoche, el Gobierno Central, apoyado por Chatral Rinpoche y otros monjes, abogaba por usar un tradicional sistema de lotería conocido como Urna Dorada. Ni Gedhun Choekyi Nyima ni su familia han sido vistos desde el día del secuestro, cuando también fue arrestado Chatral Rinpoche.

## Reconocimiento y secuestro
Antes de su muerte, el décimo Panchen Lama, Choekyi Gyaltsen, había estado retenido durante 15 años como prisionero político de China. Tras su liberación, el 18 de mayo de 1962, escribió la Petición de los 70.000 caracteres a Mao Zedong, donde evaluaba la ocupación china del Tíbet, expresaba una lista de quejas de los tibetanos y afirmaba que " el uso de propaganda rutinaria por parte de China sobre la revolución, la liberación, la reforma democrática y el llamado 'paraíso socialista' es 'puro engaño'".  Volvió a criticar las políticas chinas en el Tíbet cinco días antes de su muerte el 28 de enero de 1989, y los tibetanos intensificaron las protestas poco después.
Así, comenzó el proceso de búsqueda de un sucesor al Panchen por parte de las autoridades tibetanas. Al mismo tiempo,  el Primer Ministro chino publicó su dictamen sobre el proceso de selección del próximo Panchen Lama, basándose en comentarios recopilados del monasterio de Tashi Lhunpo y sus monjes el 30 de enero de 1989. Para muchos tibetanos, el único método legítimo de elección era el tradicional, que incluía una búsqueda por parte de los Khenpos más cercanos al último Panchen Lama guiada por sueños y presagios, y concluyendo con un reconocimiento formal por parte del Dalai Lama,  e, incluso, la consulta al Oráculo de Nechung.
Sin embargo, el gobierno chino deseaba controlar el proceso, para lo que pidieron utilizar un grupo de monjes, en lugar de uno sólo, para identificar al grupo inicial de candidatos, seleccionando al azar entre ellos usando la Urna Dorada, y excluyendo al Dalai Lama del proceso por completo. Posteriormente, Beijing cambió de opinión, y permitió que el jefe del monasterio de Tashi Lhunpo, el Khenpo Chadrel Rinpoche, se comunicara con el Dalai Lama, con la esperanza de que se pudiera lograr un proceso y un candidato mutuamente aceptables.
El 14 de mayo de 1995, el Dalai Lama se adelantó a la elección de nombres por parte de los funcionarios al reconocer públicamente a Gedhun Choekyi Nyima como el undécimo Panchen Lama, por lo que el gobierno chino, para evitar su toma de poder, lo secuestró. Luego, en noviembre de 1995, seleccionaron a un niño diferente, Gyaincain Norbu, usando la Urna Dorada, lo que fue criticado por el Dalai Lama. China continúa reteniendo a Gedhun Choekyi Nyima y su familia en un lugar cuya ubicación no ha sido divulgada al público.
Chadrel Rinpoche, Khenpo de alto rango del Panchen Lama, fue arrestado en el aeropuerto de Chamdo cuando regresaba de Beijing, el 14 de mayo de 1995.  Dos años más tarde, el 8 de mayo de 1997, fue condenado a seis años de prisión por separatismo y divulgación de secretos de Estado.  Así, fue encarcelado en China, y llevado bajo arresto domiciliario a un campamento militar cerca de Lhasa, donde la Organización de Naciones y Pueblos No Representados informa que murió envenenado en 2011. 
El Dalai Lama ha denunciado a China diciendo que "la persona que se reencarna tiene la única autoridad legítima sobre dónde y cómo renace y cómo debe ser reconocida esa reencarnación": "Es una realidad que nadie más puede forzar o manipular a la persona en cuestión", "Es particularmente inapropiado para los comunistas chinos, que rechazan explícitamente incluso la idea de vidas pasadas y futuras, y mucho menos el concepto de Tulkus reencarnados, entrometerse en el sistema de reencarnación y especialmente en las reencarnaciones de los Dalai Lamas y Panchen Lamas".

## Desarrollos recientes
En abril de 2019, el congresista estadounidense Jim McGovern dijo que el Panchen Lama "celebrará su 30º cumpleaños como uno de los presos de conciencia que llevan más tiempo retenidos en el mundo" y se refirió a su desaparición forzada como una violación de la libertad religiosa de los budistas tibetanos, al tiempo que afirmó que el Panchen Lama alternativo ha sido víctima de China como "consecuencia de sus políticas para socavar y controlar al pueblo tibetano".
Anteriormente, el 26 de abril de 2018, el Departamento de Estado de EE. UU. emitió una declaración que indicaba que: "El 25 de abril celebramos el cumpleaños del undécimo Panchen Lama, Gedhun Choekyi Nyima, quien no ha aparecido en público desde que, según informes, fue secuestrado hace dos décadas por los chinos. gobierno a los seis años." La declaración también pidió la liberación inmediata del undécimo Panchen Lama.
En 2020, el Panchen Lama lleva 25 años recluido como preso político. Cinco comités de las Naciones Unidas han abierto casos, mientras que numerosos gobiernos, incluidos el Parlamento Europeo, Canadá, el Reino Unido y los Estados Unidos, han pedido a China que libere al undécimo Panchen Lama.
Una petición conjunta de abril de 2020 preparada por 159 organizaciones de 18 países solicita a las Naciones Unidas que presionen a China para que libere al Panchen Lama, así como a su familia.
En mayo de 2020, la Administración Central Tibetana declaró que: "El secuestro del Panchen Lama por parte de China y la negación por la fuerza de su identidad religiosa y el derecho a practicar en su monasterio no solo es una violación de la libertad religiosa sino también una grave violación de los derechos humanos." 